# Moser + Rosié Film
Moser + Rosié Film war eine Filmproduktionsgesellschaft mit Hauptsitz in Berlin.

## Geschichte

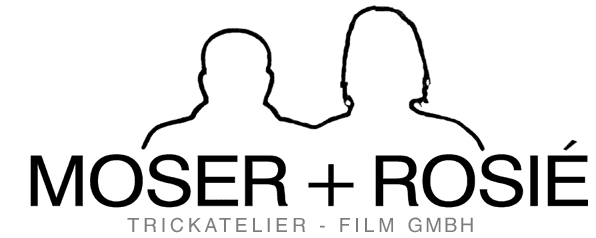
Logo der Moser + Rosié Film 1968–2011

Moser + Rosié Film wurde 1968 von Hans Moser und Thomas Rosié in der Metzer Straße, Berlin Prenzlauer Berg gegründet und hatte sich auf qualitativ hochwertige Trick- und Animationsfilme, Werbefilme und Spielfilme spezialisiert. Die Arbeiten entstanden auf selbst entwickelten computergesteuerten Tricktischen 
Das Trickfilmstudio produzierte zahlreiche Spots (unter anderem Tausend Tele-Tips) für das Fernsehen der DDR. Die Firma war der einzige Hersteller für Spezialeffekte im Bereich Animation in der DDR. Nach der Wiedervereinigung folgte die Firma der technischen Entwicklung und unterstützte seither klassische Arbeiten mit digitaler Technik. Auch rein computerbasierte Animationen und Visual Effects wurden seit den 90er Jahren im 2D und 3D Bereich durchgeführt.
Seit Mitte 2008 befand sich der Firmensitz in Berlin-Rosenthal. Das Unternehmen wurde im Januar 2012 in Moser + Rosié Trickfilm umfirmiert. Im Oktober 2013 wurde das Unternehmen nach 45-jähriger Tätigkeit aufgelöst.

## Projekte
Die Firma beteiligte an über 4500 nationalen und internationalen Projekten, dazu zählen Werbespots (Kino und TV), diverse Trickarbeiten (klassisch und digital), Animationen, Titel und Ausbelichtungen. Außerdem produzierte das Unternehmen Trick- und Imagefilme.

## Spezialisierung
Die Moser + Rosié Film war spezialisiert auf 35 mm und 16 mm Filmrecording (Fazen) von allen digitalen Formaten. Außerdem verlieh die Firma diverse Kameratechnik, unter anderem eine voll funktionsfähige Askania- und DEBRIE-Handkurbel-Kamera, die z. B. in 
Wim Wenders’ Die Gebrüder Skladanowsky eingesetzt wurde.

## Partner
Moser + Rosié Film war offizieller Partner und Sponsor des Filmkunstfestes Mecklenburg-Vorpommern.